# Mary Meachum
Marie Meachum, née en 1801 et morte en août 1869 à Saint-Louis (Missouri) est une abolitionniste américaine. Elle aide les esclaves à s'enfuir via le chemin de fer clandestin, et en achetant leur liberté. Son mari John Berry Meachum l'aide dans cette entreprise. 
Le passage de la liberté Marie Meachum à Saint-Louis, sur le bord de la rivière Mississippi est un lieu de commémoration d'un passage clandestin du 21 mai 1855, et est nommé d'après son nom. C'est également le premier site commémoratif du réseau national du chemin de fer clandestin dans le Missouri à être accepté dans le National Park Service. 

## Jeunesse et esclavage
Mary est née dans l'esclavage, dans le Kentucky. Encore esclave, elle épouse John Berry Meachum, qui avait déjà acheté sa propre liberté avec l'argent qu'il avait gagné en tant que menuisier. En 1815, le propriétaire de Marie Meachum l'emmène à Saint-Louis, dans le Missouri. Son mari la suit et achète sa liberté peu de temps après. Les Meachums dirigent une école gratuite pour libres ou esclaves afro-américains dans la première église baptiste africaine, école qu'elle déplace ensuite sur un bateau à vapeur sur le Mississippi lorsque l'état du Missouri interdit l'éducation pour les Noirs en 1847. Le couple utilise également les profits du commerce de menuiserie de John Berry Meachum pour acheter la liberté de vingt esclaves.
Professionnellement, Marie Meachum est enregistrée en tant que laitière en 1835.

## Arrestation et procès
Après le décès de son mari en 1854, Marie Meachum continue les activités du couple dans leur maison sur la Quatrième Rue, considérée comme une "maison sûre" sur le chemin de fer clandestin. Le 21 mai 1855, après une tentative de faire passer dans l’Illinois neuf esclaves en traversant le Mississippi, Meachum et un homme libéré nommé Isaac sont arrêtés pour avoir enfreint les La Fugitive Slave Act de 1850 (loi sur les esclaves fugitifs de 1850). Le 24 mai 1854, elle est accusée devant la cour de vol d'esclave, alors que les accusations contre Isaac sont abandonnées.
Le journal Missouri Republican rapporte le 19 juillet 1855 que Marie Meachum a été jugée par un jury et acquittée d'au moins une accusation, les autres charges étant abandonnées.

## La société d'aide aux soldats des dames de couleur
Des études académiques prétendent que Meachum a été vendue en esclavage à Vicksburg dans le Mississippi, après son arrestation. D'autres sources, comme le Quotidien Démocrate du Missouri rapportent que le 17 décembre 1864, Meachum est présidente de la société d'aide aux soldats des dames de couleur à Saint-Louis. Cette organisation de femmes noires libres, appelée aussi la Société de contraband des Dames de couleur, est créée en 1863 pour les soldats noirs de l'Union ainsi que les esclaves en fuite à Saint-Louis pendant la Guerre de sécession. Comme les Noires ne sont pas autorisées à prendre le tramway à cette époque, les femmes négocient avec la compagnie de tramway afin de pouvoir monter dans le tramway un jour par semaine, le samedi, pour se rendre à la Caserne de Benton, l'hôpital de Saint-Louis, où les blessés et les soldats afro-américains ont été hospitalisés séparément des soldats blancs. Là, les femmes lisent aux soldats, les réconfortent, et leur apprennent à lire. L'infirmière responsable de l'hôpital, Emily Parsons, a écrit son indignation à propos du fait que les femmes sont limitées à une seule journée de visite par semaine, et les décrit comme « des femmes de couleur intelligentes, des dames de fait, certaines très bien éduquées et riches ».

## Décès
Mary Meachum meurt à Saint-Louis en août 1869. Elle est enterrée dans le cimetière de Bellefontaine à Saint-Louis.

## Le passage de la liberté Marie Meachum

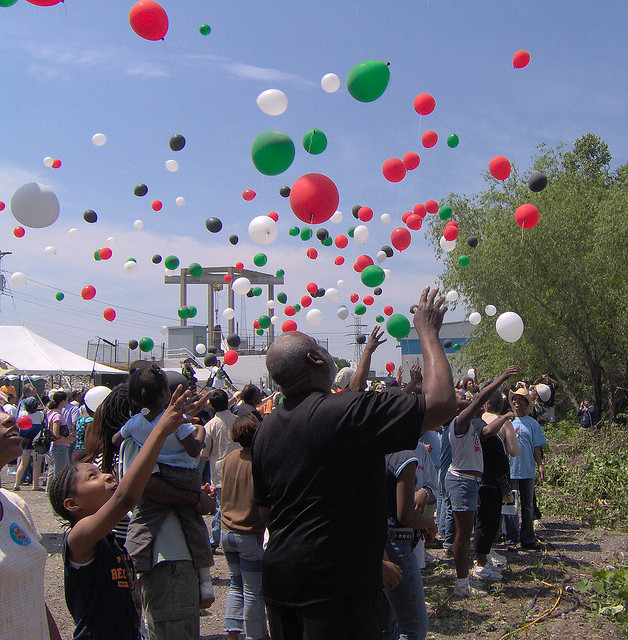
Un lâcher de ballons, lors de la célébration annuelle au passage de la liberté Marie Meachum, à Saint-Louis.

Le passage de la liberté Marie Meachum, partie du chemin de fer clandestin du National Park Service, a été inauguré le 1er novembre 2001, lors d'une cérémonie spéciale sur le Sentier Riverain. Depuis, il  accueille annuellement la célébration du passage de la liberté Marie Meachum, un événement qui propose des reconstitutions du franchissement de la rivière et de l'arrestation de Marie Meachum. Le site se trouve au nord du pont des Marchands à Saint-Louis. En 2014, des plans sont réalisés pour étendre le site à un monument d'histoire nationale pour le chemin de fer clandestin,.